# Juan Camus
Juan Camus (Laredo, Cantabria, 2 de marzo de 1973) es un cantante español de estilo pop. Se dio a conocer en Operación Triunfo 2001. En 2002, lanzó su primer álbum Las cosas que nunca te dije. También es compositor y empresario.

## Biografía
Juan Camus nació en Laredo (Cantabria), donde vivió durante sus primeros 5 años. Los 5 siguientes vivió en Santander (Cantabria). Posteriormente, con 10 años, su familia se trasladó a Madrid, y es allí donde comenzó a interesarse por la música, formando parte de la coral de su escuela de La Salle y de la compañía de teatro de Vicente Araguas. Tras su paso por la universidad en el Real Colegio Universitario María Cristina en San Lorenzo de El Escorial, se licenció en Ciencias Económicas y Empresariales y se trasladó a Londres para estudiar música.
Se dio a conocer a través del show televisivo Operación Triunfo y compuso, junto con Naím Thomas, el himno del programa, alcanzando disco de Diamante con Mi música es tu voz, autoría discutida por el productor musical Alejandro Abad. Participó en el programa concurso Gran Hermano VIP quedando en segundo lugar. En 2016, participa en OT El Reencuentro, que consta de tres documentales con motivo del 15 aniversario de OT Gestmusic, OT El Reencuentro.

## Trayectoria profesional
El 30 de septiembre de 2002, siguiendo con el éxito del programa, publicó su primer álbum, Las cosas que nunca te dije. Mía, tema compuesto por él, se convirtió en su primer sencillo, al que siguió Sólo nací para quererte. El álbum debutó en el número 19 de Promusicae y fue disco de oro, permaneciendo cuatro semanas en lista.
El 16 de junio de 2003 publicó su segundo álbum, Exit, con influencias que fusionan los estilos techno y latino. Fue producido por el español Luis Carlos Esteban. Su segundo sencillo, Aquí en tu piel, fue producido por Jacobo Calderón, hijo del productor Juan Carlos Calderón. En el vídeo de su primer sencillo, Quiero, contó con la colaboración de Sofía Mazagatos, José Manuel Parada y Lara Dibildos entre otros, mientras que en su segundo videoclip, Aquí en tu piel, contó con la presencia de Teresa Gimpera y Elsa Anka.
En noviembre del 2008 Juan publicó su tercer trabajo en solitario, El milagro de la Navidad, que editó SGAE y Sello Autor. Fue también producido por Luis Carlos Esteban y fue grabado entre Madrid y Londres en el verano del 2008. El primer sencillo del álbum es Una sonrisa y un juguete en Navidad. Se realizó un vídeo de dibujos animados con el mismo título.
En 2011 sacó al mercado su versión acústica personal del éxito de Britney Spears Baby One More Time y Sorry Seems To Be The Hardest Word. El 11 de noviembre de 2011 lanzó Phoenix, cuyo primer sencillo lleva por título Contigo. Phoenix, cuyo productor ejecutivo es el mismo Juan, se grabó entre Londres, Suecia y Alemania. Este disco está compuesto por 14 temas y se presentó en plataformas digitales. Destaca el primer single del mismo álbum, Contigo, y Believe.
En 2013 presentó el sencillo One more time en inglés y Una vez más en español. Estos son temas inéditos, compuestos y producidos por él en su totalidad, con el fin de recaudar fondos para financiar el tratamiento de Henry Allen, un niño británico de cuatro años con cáncer infantil y neuroblastoma que finalmente falleció el 20 de octubre de cáncer en fase cuatro. One more time alcanzó el top 25 en las Listas de iTunes Reino Unido y Una vez más se situó en el top 10 en las listas de iTunes España.[cita requerida]
A finales de 2013 presentó The Power of Love a través de su web oficial.
En 2014 publicó Sobreviví, una adaptación al castellano a piano del clásico de Gloria Gaynor I Will Survive, que alcanzó el número 1 en iTunes en la categoría World.[cita requerida]
En 2015 produjo el cortometraje animado Balloon.
En 2016 publicó los sencillos Enamórame y Fall In Love con Jane Badler. Es un dueto que alcanzó el número 1 en iTunes en la categoría World.[cita requerida] Ese mismo año lanzó un sencillo de forma gratuita para dar las gracias a sus seguidores por apoyarle durante 15 años de carrera profesional. Se trata de su versión del tema de Phil Collins Against All Odds (Take A Look At Me Now). También sacó un sencillo grabado en Londres y producido por él como homenaje a su padre, que falleció a consecuencia del cáncer. Se trata de su versión de la canción de Mecano Me cuesta tanto olvidarte.
En 2017 publicó los sencillos Necesito  y What I Need. Ese mismo año también publicó su single La Razón.
En 2018 lanzó el sencillo Nunca Bastará e hizo la versión de George Michael de Careless Whisper y su adaptación al español de Aquel Susurro. Ese mismo año también remasterizó su álbum de Navidad El Milagro De La Navidad y publicó su single Ni Un Segundo Más, que tiene como tema principal los trolls y el abuso en las redes sociales.
En 2019 publicó los sencillos ¿No Lo Ves? y ¿No Lo Ves? (Arena Remix). Ese mismo año, también publicó Nunca Te Olvidaré y su sexto álbum de estudio producido entre Milán, Paris y Alemania Sólo Se Vive Una Vez, que contiene el primer single cuyo nombre es el mismo que el del álbum, y Estoy Enfermo. Sin parar, el mismo año publicó otro single que no se encuentra en el álbum, El Hombre Y La Rosa, y Para Siempre, que tenía la finalidad de representar a España en el Festival de la Canción de Eurovisión. Además, en ese mismo año, publicó el remix de La Razón.
El 14 de Febrero de 2020 sacó al mercado No Quiero Vivir Si No Es Contigo y su versión en inglés I Don't Want To Live My Life Without You.
El 1 de Mayo de 2020 publicó Karma.
El 15 de Septiembre de 2020 lanzó Fantasma.
El 1 de Noviembre de 2020 publicó Date La Vuelta.
El 1 de Noviembre de 2021 publicó Mi Todo tema que compuso Mariah Carey y que también cantó en español.
El 1 de Noviembre de 2021 publicó I´m In Love tema que mezcla el español con el inglés y que incluye su primer rap.
El 15 de Octubre de 2021 publicó su séptimo álbum de estudio Aquarium escrito y producido íntegramente por él junto con su segundo single del mismo nombre.

El 1 de Noviembre de 2022 publicó en español e inglés Aleluya.
El 1 de Noviembre de 2022 publicó en español Nada Se Compara A Ti.
El 1 de Noviembre de 2022 publicó en español Que No Que No Que No.
El 9 de Diciembre de 2022 publicó en español Yo Confieso.
El 2 de Marzo de 2023 publicó Fuera De Mí.
El 2 de Marzo de 2023 publicó Alguien Más?.
El 23 de Octubre de 2023 publicó su octavo álbum Sahara escrito y producido íntegramente por él junto el segundo single del mismo álbum en dos idiomas Lo Haré y I Will.
El 10 de Noviembre de 2023 publicó The Workout Song en dos idiomas tercer single de Sahara.
El 2 de Marzo de 2024 publicó R U Ready 2 Fly? el primer single de su décimo álbum Los Grandes Desconocidos.
El 10 de Mayo de 2024 publicó Secreto
El 7 de Junio de 2024 publicó Ángel segundo single de su próximo álbum Los Grandes Desconocidos
El 24 de Octubre de 2024 publica su décimo y su undécimo álbum al mismo tiempo: Geisha y Los Grandes Desconocidos. El primero es un álbum de 14 temas para relajar y meditar y el segundo es un disco recopilatorio de 24 temas que describe su trayectoria musical a la perfección.
El 2 de Marzo de 2025 publica Me Sabe A Poco canción escrita y producida por él.

## Discografía

### Álbumes de estudio
- 2002: Las cosas que nunca te dije
- 2003: Exit
- 2008: El milagro de la Navidad
- 2011: Phoenix
- 2013: The Henry Allen Appeal Charity Album
- 2018: El milagro de la Navidad (Remasterizado)
- 2019: Sólo se vive una vez
- 2021: Aquarium
- 2023: Sahara
- 2024: Geisha
- 2024: Los grandes desconocidos

### Singles
- Mía (2002)
- Sólo nací para quererte (2002)
- Quiero (2003)
- Aquí en tu piel (2003)
- Dime adíos (2003)
- El color de mi amor (2003)
- Si crees (2005)
- Believe (2005)
- Set me free (2006)
- El milagro de la navidad (2008)
- Baby one more time (2011)
- Sorry Seems To Be The Hardest Word (2011)
- Contigo (2011)
- One more time (2013)
- Sigue Al Sol (2013)
- Una vez más (2013)
- The Power of love (2013)
- Sobreviví (2014)
- Enamórame / Fall In Love (2016)
- Against All Odds (Take A Look At Me Now) (2016)
- Me Cuesta Tanto Olvidarte (2016)
- La Razón (2017)
- Necesito & What I Need (2017)
- Nunca Bastará (2018)
- Aquel Susurro & Careless Whisper (2018)
- Ni Un Segundo Más & Ave María (2018)
- No Lo Ves? (2019)
- No Lo Ves? (Arena Remix) (2019)
- Nunca Te Olvidaré (2019)
- El Hombre Y La Rosa (2019)
- Sólo Se Vive Una Vez (2019)
- Estoy Enfermo (2019)
- La Razón (Lamb Remix ft. Rhama.0) (2019)
- Para Siempre (2019)
- No Quiero Vivir Si No Es Contigo (2020)
- I Don't Want To Live My Life Without You (2020)
- Karma (2020)
- Fantasma (2020)
- Date La Vuelta (2020)
- Mi Todo (2021)
- I'm In Love (2021)
- Aquarium (2021)
- More & More (2021)
- Aleluya (2022)
- Nada Se Compara A Ti (2022)
- Que No Que No Que No (2022)
- Yo Confieso (2022)
- Fuera De Mí (2023)
- Alguien Más? (2023)
- The Workout Song (2023)
- R U Ready 2 Fly? (2024)
- Secreto (2024)
- Ángel (2024)
- Geisha (2024)
- Time Is Endless (2024)
- Me Sabe A Poco (2025)

### Operación Triunfo
- 2001 - Operación triunfo: Discos de las galas (Vale Music)
- Gala 1: Tu verdad (con David Bustamante)
- Gala 2: It's gonna be me (con Alejandro Parreño y Javián)
- Gala 3: Imaginame sin ti
- Gala 4: Your song
- Gala 5: Atado a tu amor
- Gala 6: Otra vez (qué pena de mí) (con Nuria Fergó)
- Gala 7: You'll be in my heart
- Gala 9: Hello
- 2001 - Mi música es tu voz (single) (Vale Music)
- 2001 - Operación triunfo: El álbum (Vale Music) - Angels (con Alejandro Parreño), Mi música es tu voz, Lucharé hasta el fin, Dile que la quiero con David Civera, En Navidad con Rosana, Oh happy day, Feliz Navidad, Do they know it's Christmas?
- 2002 - Operación triunfo canta Disney (Vale Music) - Si no te conociera (con Rosa López) y Quiero ser como tú
- 2002 - Operación triunfo: el disco del deporte (Vale Music) - We are the champions (con Àlex Casademunt), Vivimos la selección y Puedes llegar
- 2002 - Operación triunfo: el álbum de Eurovisión (Vale Music) - Save your kisses for me (con Chenoa) en el Popurrí de Eurovisión
- 2002 - Operación triunfo: en concierto (Vale Music)
- 2002 - Vivimos la selección (single) (Vale Music)
- 2002 - Todos contra el fuego (single) (Vale Music)
- 2003 - Generación OT: Juntos (Vale Music) - Ebony & Ivory (con Tony Santos)
- 2006 - Las 100 mejores canciones de la historia de OT (Universal y Sony Music)
- 2008 - SingStar OT (videojuego-PS2) (Universal)
- 2016 - OT El Reencuentro (CD + DVD) (Universal)

#### Giras
- 2002: Gira Operación Triunfo (27 conciertos)
- 2003: Gira Las Cosas que nunca te dije (30 conciertos)
- 2003: Gira Exit 1 (11 conciertos)
- 2004: Gira Exit 2 (27 conciertos)
- 2006: Gira en Alemania  (9 conciertos)
- 2007: Gira en Austria y Suiza (12 conciertos)
- 2011: Mini-Gira en el Reino Unido (8 conciertos)
- 2013: Henry Allen Appeal Gira Benéfica en el Reino Unido (10 conciertos)
- 2016: OT: El Concierto (1 concierto)

## Cine y televisión
- Ala... Dina! (La 1) (2002)
- OT: La Película (2002).
- Una altra cosa (2003).
- Cine de barrio (2003).
- GHVIP (2004)
- El año en paz (2011)
- OT: El reencuentro (2016)